# Soutelo de Aguiar
Soutelo de Aguiar is een plaats (freguesia) in de Portugese gemeente Vila Pouca de Aguiar en telt 1215 inwoners (2001).